# Cesare Ripa
Cesare Ripa (c.1560–c.1622) var en italiensk kok, forfatter og lærd.
Meget lidt vides om Cesara Ripas liv. Han var født i Perugia og døde i Rom. Han flyttede som ung til Rom, hvor han længe arbejdede som tjener og kok for kardinal Antonio Maria Salviati. Efter kardinalens død fortsatte han hos nogle af dennes slægtninge. Hans berømmelse og eftermæle skyldes hans uhyre populære og indflydelsesrige bog ikonografiske leksikon, Iconologia, som han skrev i sin fritid og udgav i 1593. Efter dens udgivelse blev han udnævnt til ridder.

## Iconologia
Iconologia overo Descrittione Dell’imagini Universali cavate dall’Antichità et da altri luoghi var en meget indflydelsesrig emblembog baseret på ægyptiske, græske og romerske emblemer. Bogen blev anvendt af talere, kunstnere og digtere for at finde billeder til at symbolisere abstrakte begreber som dyder og laster, følelser og lidenskaber, kunstarter og videnskaber. Begreberne blev ordnet i alfabetisk rækkefølge og fulgt af en beskrivelse af en allegorisk skikkelse, som Ripa foreslog for at personificere begrebet, med en beskrivelse af den type, påklædning og attributter, den skulle have. Og en forklaring om hvorfor Ripa havde valgt netop den skikkelse, det udseende og de attributter. Ofte med baggrund i biblen og den antikke litteratur.
Førsteudgaven af Iconologia udkom i 1593 og var dediceret til Antonio Maria Salviati. En ny udgave kom i 1603, nu med 684 begreber og illustreret med 151 træsnit dediceret til Lorenzo Salviati. Bogen fik stor indflydelse i det 16. og 17. århundrede som det bl.a. kan ses af de talrige oversættelser: til fransk (1644, 1677, 1681, 1698), hollandsk (1644, 1750), tysk (1670, 1704, 1758) og engelsk (1709, 1779, 1785) og af den udbredte anvendelse i alle kunstformer. Pietro da Cortona og hans efterfølgere gjorde ihærdigt brug af emblemerne lige som nederlandske malere som Gerard de Lairesse, Willem van Mieris og Johannes Vermeer (Allegori over den kristne tro (1671/4) og Allegori over malerkunsten (1673)). Store dele af Joost van den Vondels værker er uforståelige uden kendskab til Ripas allegoriske emblemer. Artus Quellinus udsmykning af Paleis op de Dam i Amsterdam er direkte inspireret af allegorierne. Ripo kan også ses som inspiration for den italienske barokmaler Antonio Cavallucci (Musikkens oprindelse)